# Jeep DJ
Jeep DJ (також відомий як Dispatcher) — це задньопривідний варіант повнопривідної серії CJ. Виробництво почалося в 1955 році компанією Willys, яка була перейменована в Kaiser Jeep в 1963 році, і продовжила випуск моделі. У 1970 році American Motors Corporation (AMC) придбала збиткове підприємство Kaiser Jeep і заснувала підрозділ AM General, повністю дочірню компанію, яка виробляла DJ до 1984 року.

## DJ-3A
DJ-3A був представлений у 1955 році для 1956 модельного року. Був виконаний недорогий дизайн, оскільки він використовував існуючі деталі та технології Jeep. На той час це був найдешевший серійний автомобіль, пропонований у США, з базовою ціною на 1956 рік 1'284 US$ (еквівалентно 13'800$ на 2022). Він використовував стиль кузова старішого CJ-3A разом із двигуном L-134. На відміну від CJ-3A, він поставлявся з тришвидкісною механічною коробкою передач Borg-Warner T-96 із перемиканням на колонці або в підлозі.
Він пропонувався з багатьма різними варіантами кузова, включаючи м'який верх, металевий верх або повністю в кузові фургонного типу з розсувними дверьми. Маркетинг був зосереджений на тому, що він «ідеальний для економічних поставок» і «для безтурботних ділових та розважних транспортувань». Однією з моделей була автівка для доставки пошти з розташуванням водія праворуч для зручності дотягування до поштових скриньок.
На початку 1959 року компанія Willys представила Jeep Gala експортним ринкам і користувачам, які бажали маневрених розмірів і відкритого кузова, але не потребували повного приводу. Ця модель набула популярності як «fun car» («машина для веселощів») на курортах Гаваїв, Мексики та островів Карибського басейну. Його оздоблювали рожевим, зеленим або блакитним кольорами з тканиною на сидіннях та даху в тон фарбікузова з білими смугами, а також з бахромою зверху.
Восени 1959 року аналогічна модель під назвою Jeep Surrey була представлена на ринку США. Основним цільовим ринком були курортні готелі та бази відпочинку. Він також служив недорогим транспортним засобом для оренди гоельними постояльцями. Surrey поставлявся зі стандартним смугастим тканинним верхом, а також відповідним смугасто-кольоровим покриттям для запасного колеса, що рекламувалося як «континентальний комплект».

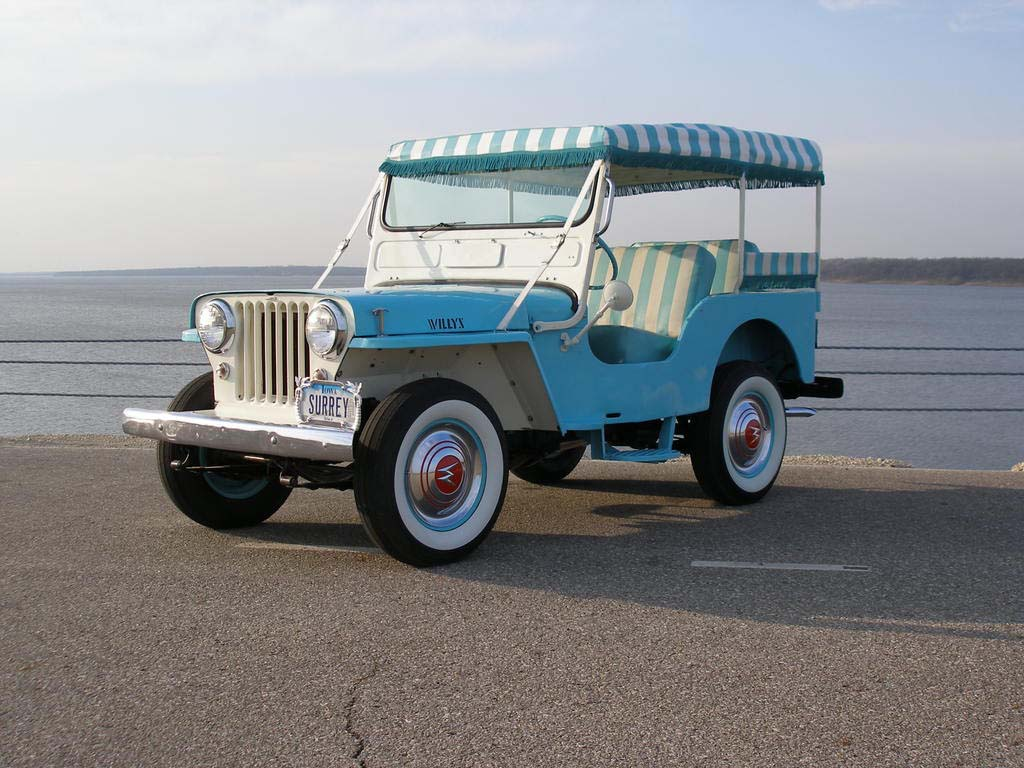
1964 DJ-3A Surrey
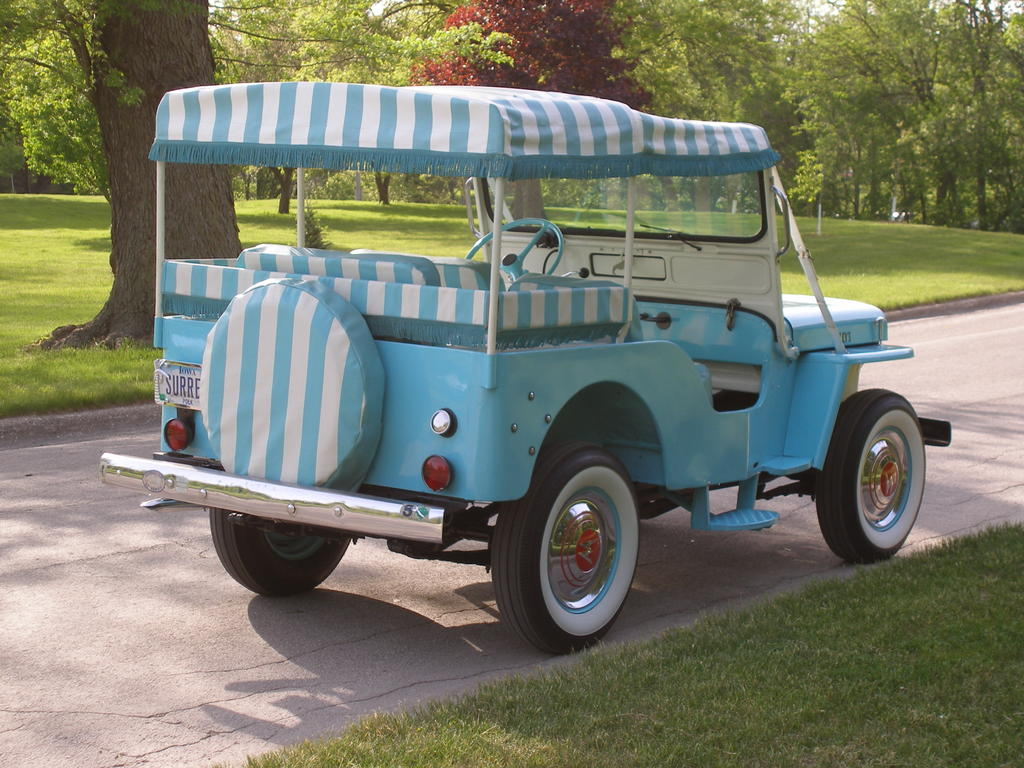
1964 DJ-3A Surrey
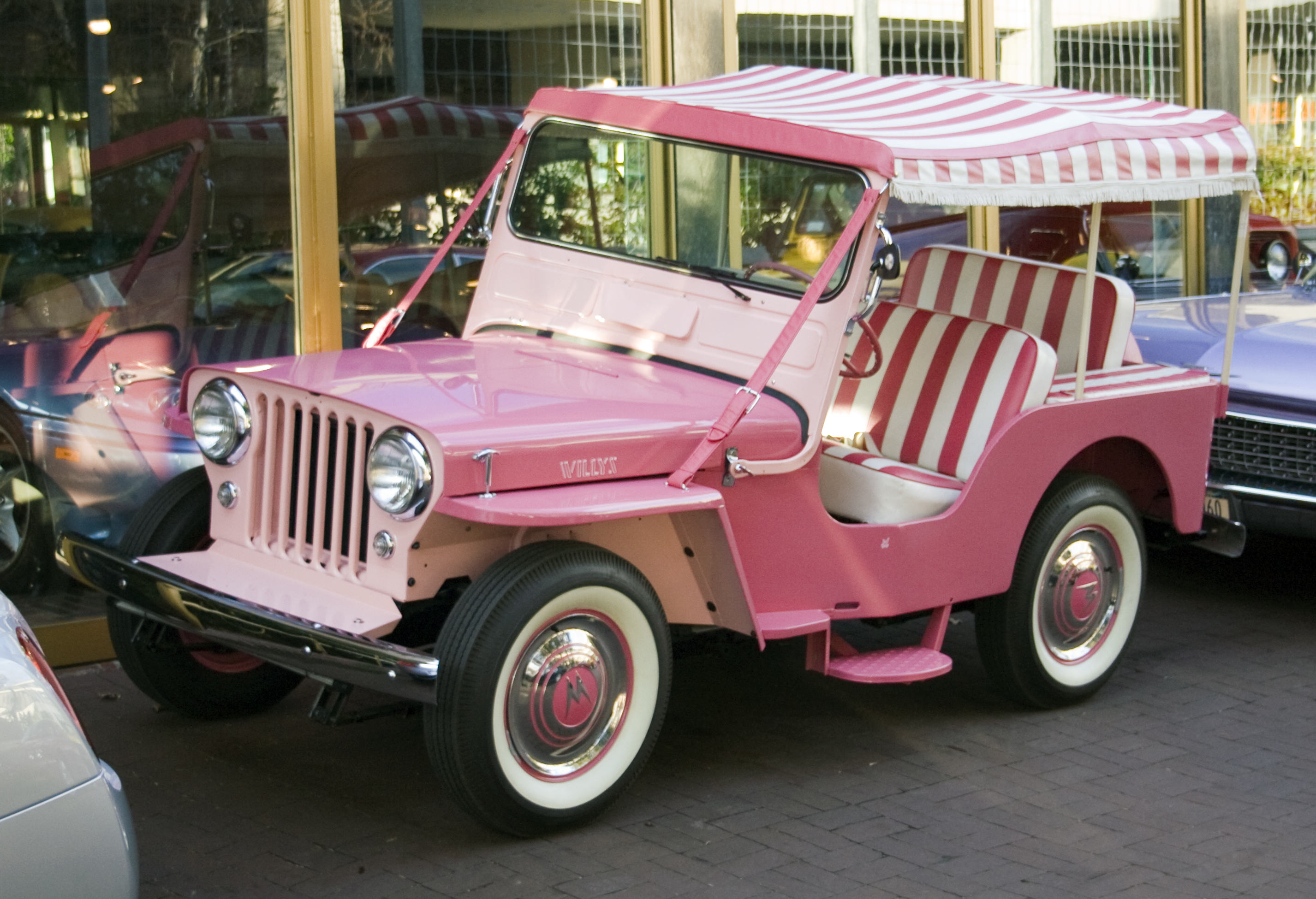
1964 DJ-3A Surrey
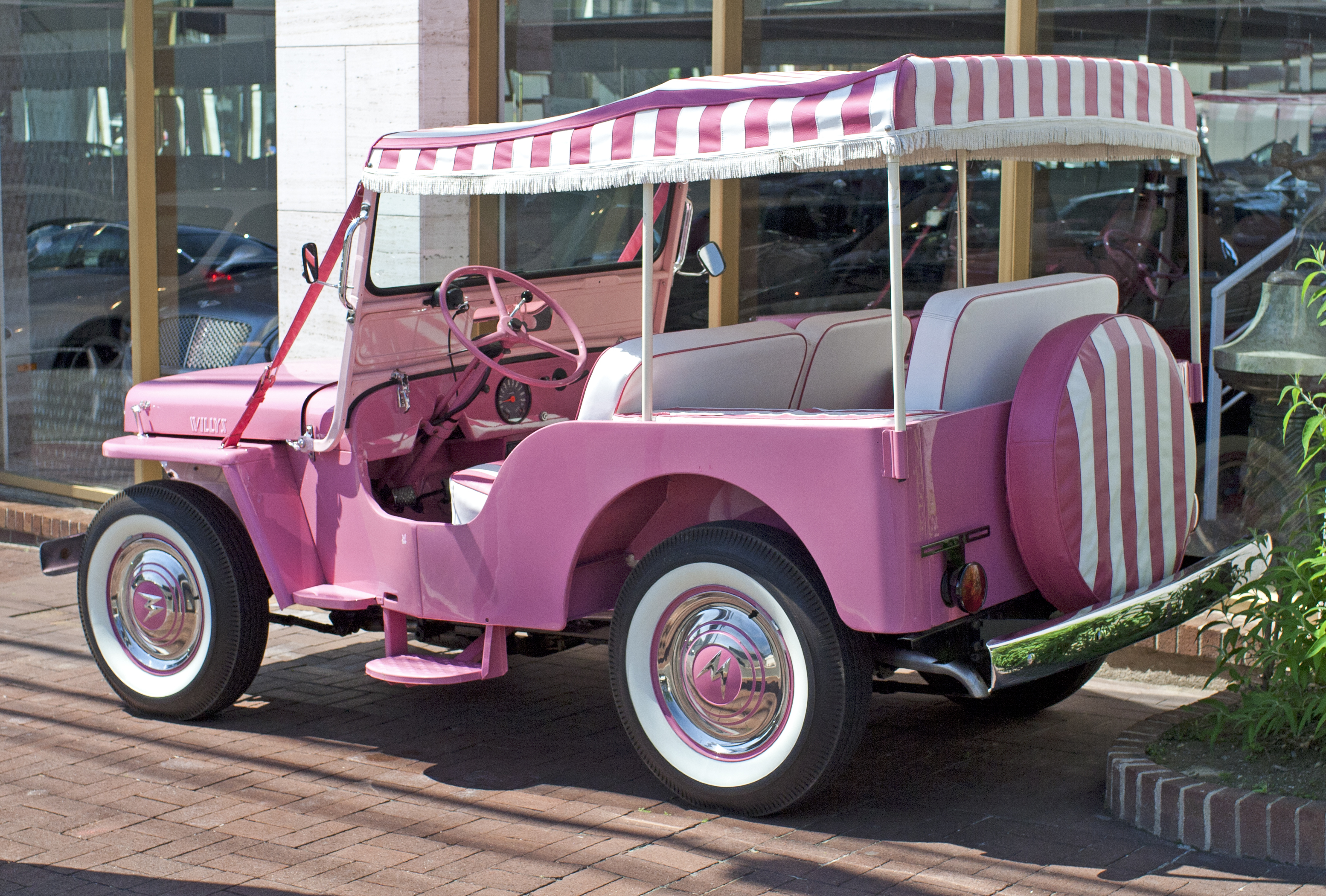
1964 DJ-3A Surrey

## DJ-5 та DJ-6
У 1965 році DJ-3A був замінений на DJ-5 Dispatcher 100 з правим кермом. Він базувався на CJ-5 і використовував двигуни Hurricane та Dauntless. Модель DJ-6 з довшою колісною базою 20-дюймів (508 мм) виготовлялася з 1965 по 1973 рік разом із CJ-6, який використовувався як база.

## DJ-5A – DJ-5M

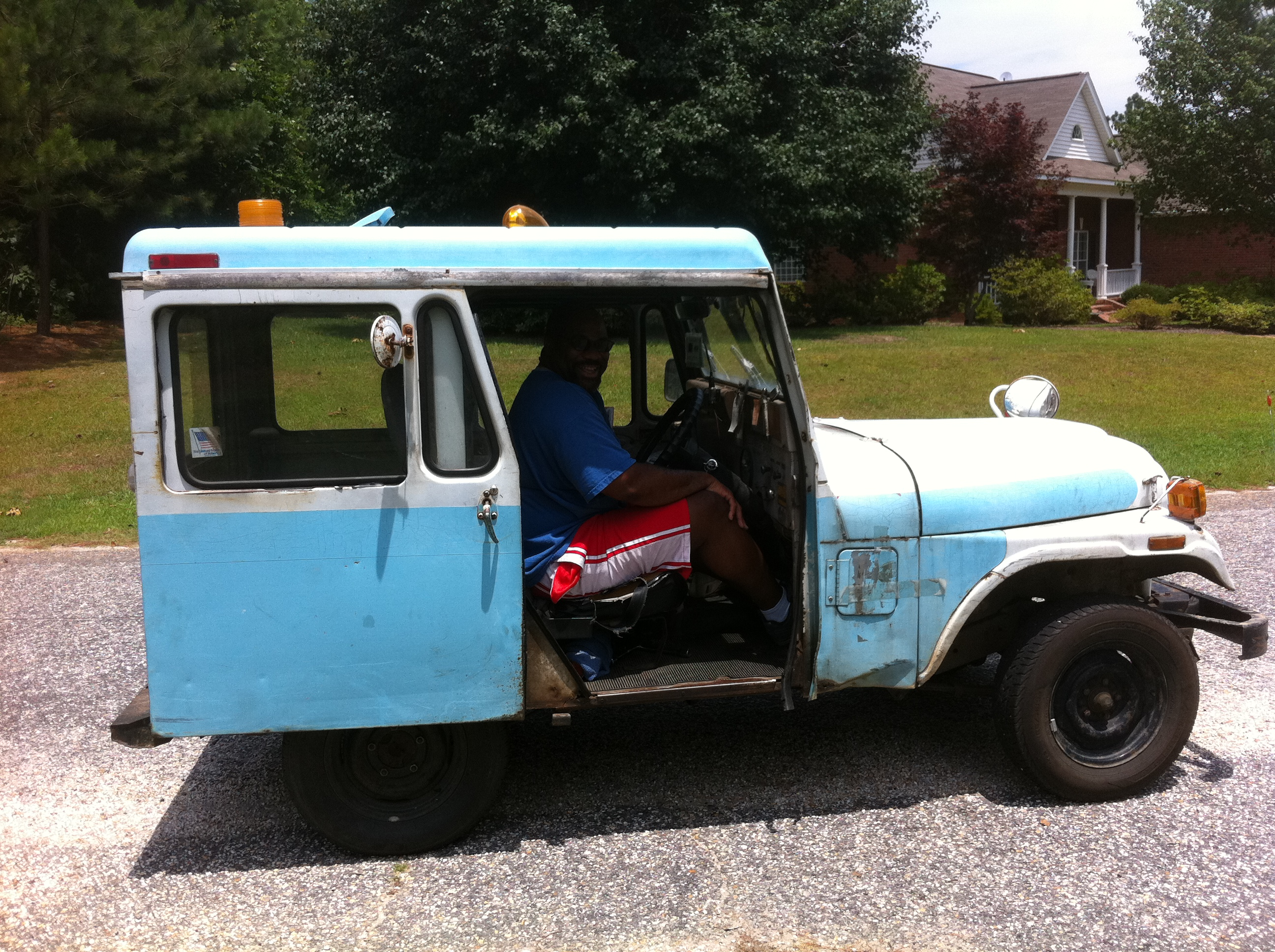
Jeep DJ 1983 року випуску, з правим кермом, з розсувними бічними дверима, у 2011 р.

У 1968 році Поштова служба Сполучених Штатів провела конкурс на вибір легкого транспортного засобу для доставки, оцінювались: Ford Bronco, International Harvester Scout, і Jeep Dispatcher 100 (DJ-5).

### Загальні риси

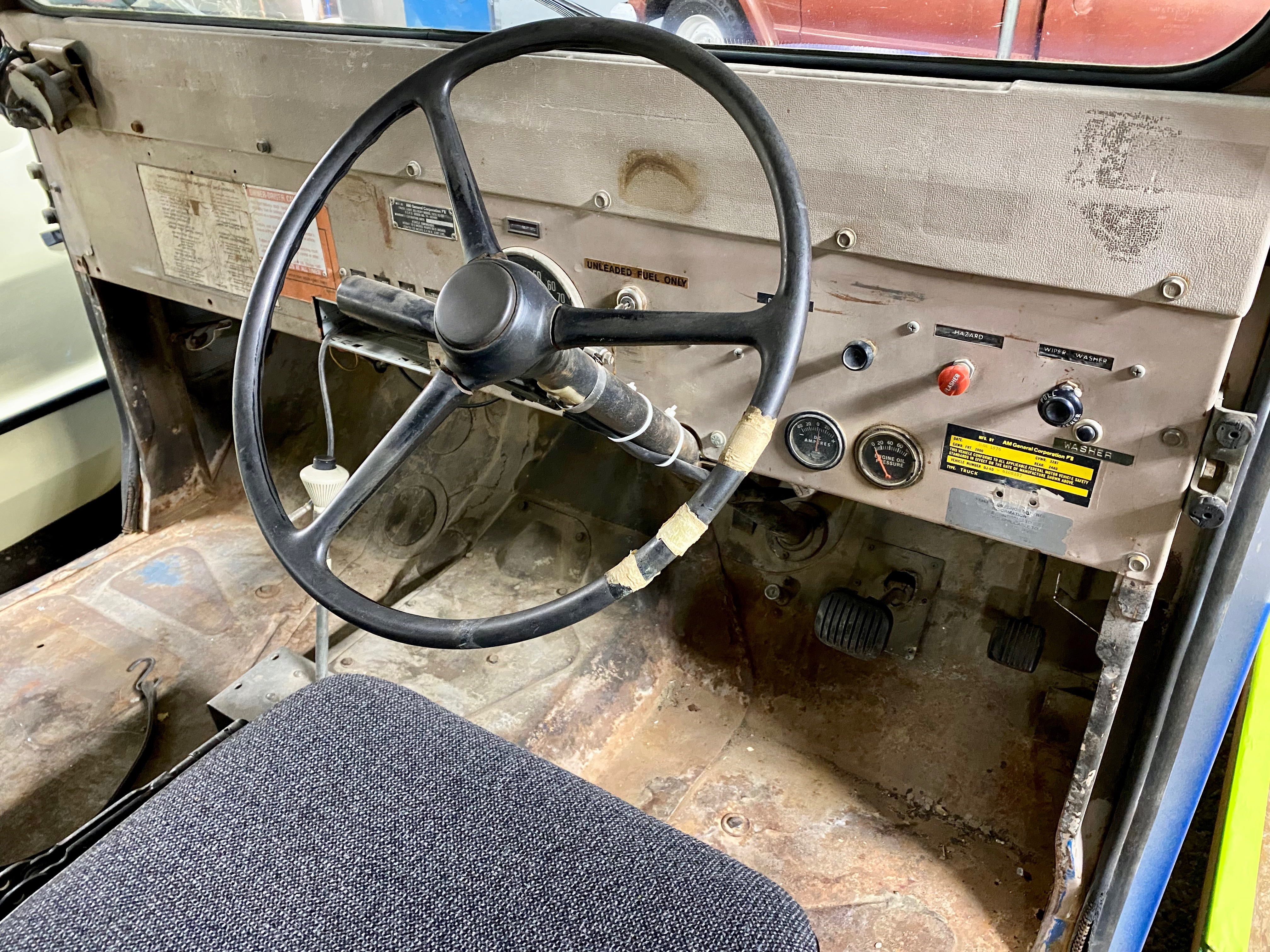
Приладова панель і салон 1976 року DJ-5D

Моделі DJ-5, які використовувалися Поштою США, мали кермо з правої сторони (без підсилювача керма) і були легшими та менш міцними, ніж стандартні Jeep. Ці зміни включали використання C-канальних рейок рами (на відміну від коробчатих рейок у CJ-5), і, хоча капот мав ті самі розміри (і був взаємозамінним), він не мав посиленої конструкції, як у оригінального CJ. У стандартній комплектації було встановлено лише водійське сидіння та лоток для поштових листів. Ця зменшена споряджена вага в поєднанні з листовими ресорами, відмінними від інших моделей, дозволила перевозити більшу вагу вантажу позаду водія.
Металеві бічні двері також відкривалися та закривалися здигаючись, їх можна було зачинити під час руху. Вони підтримувалися кульковими підшипниками, які пролягали в каналі прямо під жолобом, а пластиковий фіксатор проходив у невеликому каналі вздовж корпусу. Зношений, пошкоджений або втрачений фіксатор може призвести до того, що двері відкинуться назовні, не зможуть зачепити гумовий упор на задньому бампері та повністю зісковзнуть з каналу (і автомобіля). Єдині задні двері на петлях забезпечували доступ від підлоги до нижньої частини жорсткого верху та були рівними ширині відкритого простору між колісними колодязями.
AM General використовував різноманітні силові установки під час виробництва. Випуск DJ було припинено в 1984 році з DJ-5M, який використовував 150 дюйм3 (2,5 л) чотирициліндровий рядний двигун AMC.

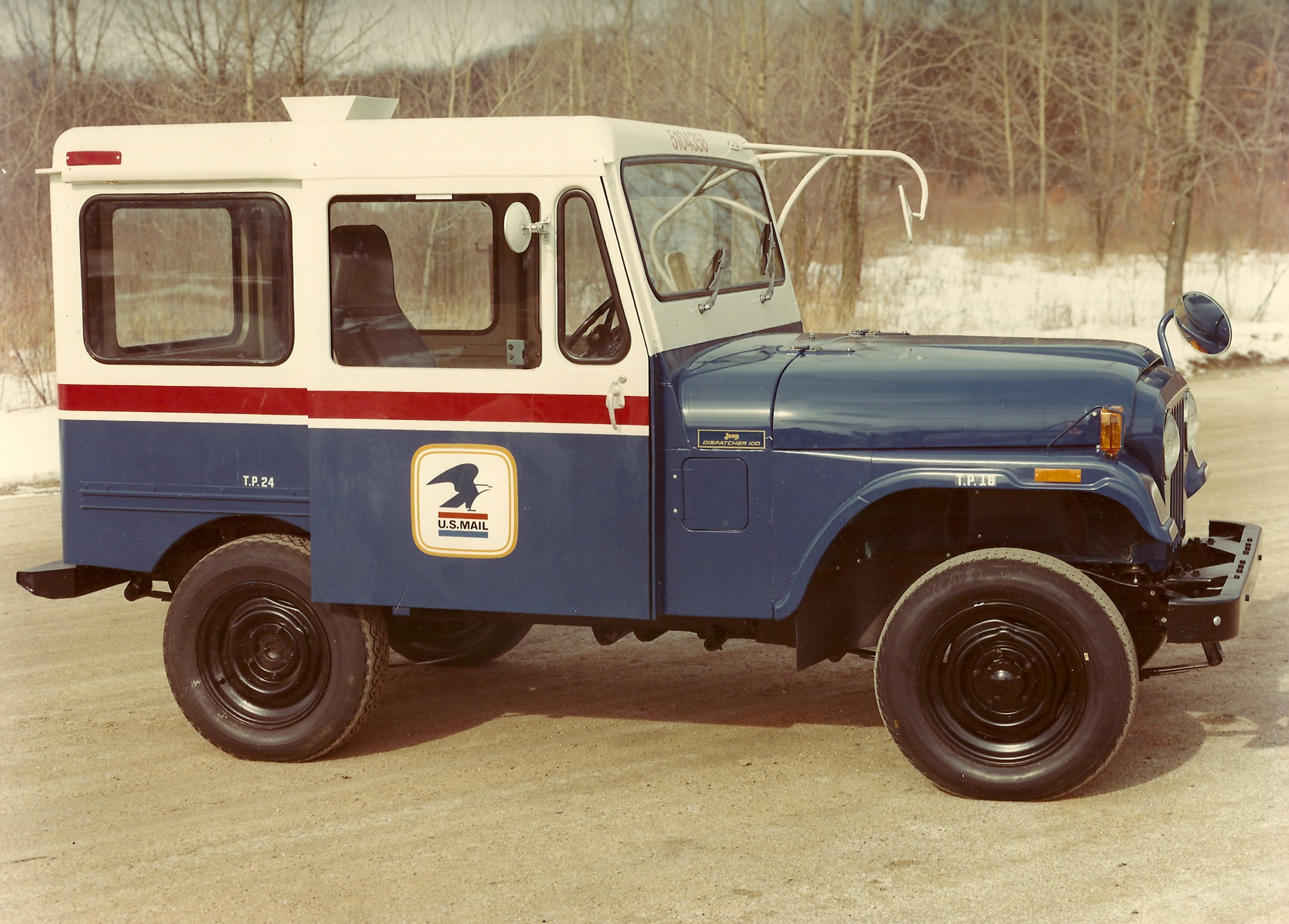
Jeep DJ-5 у лівреї USPS
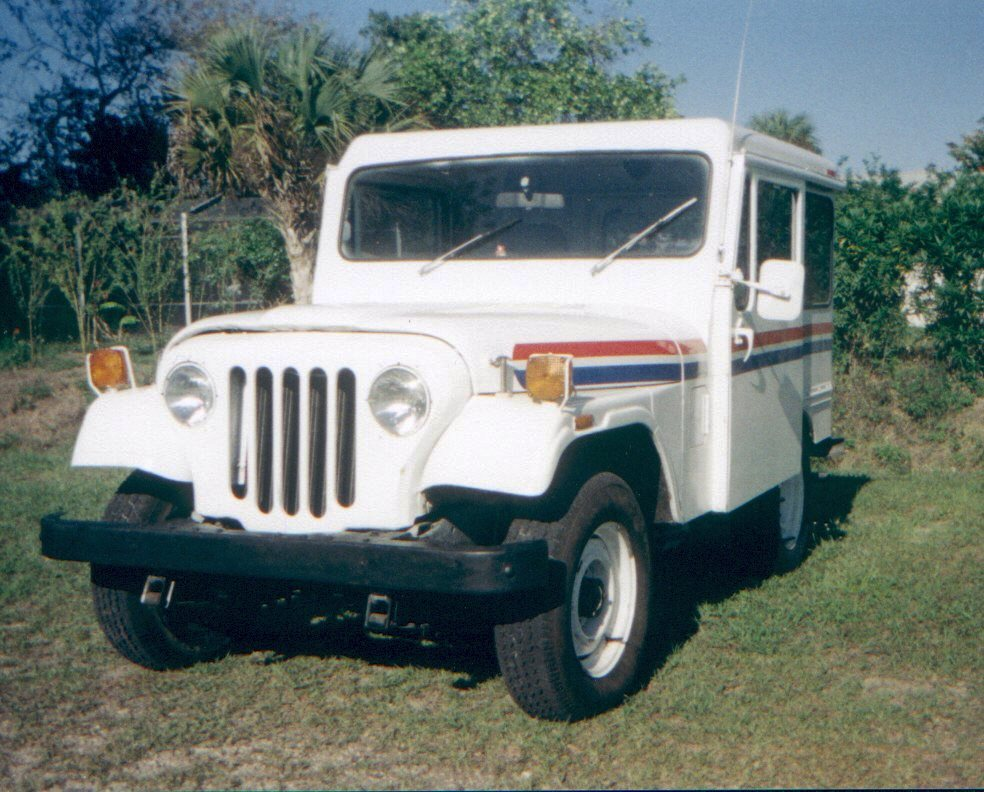
DJ-5 у лівреї USPS
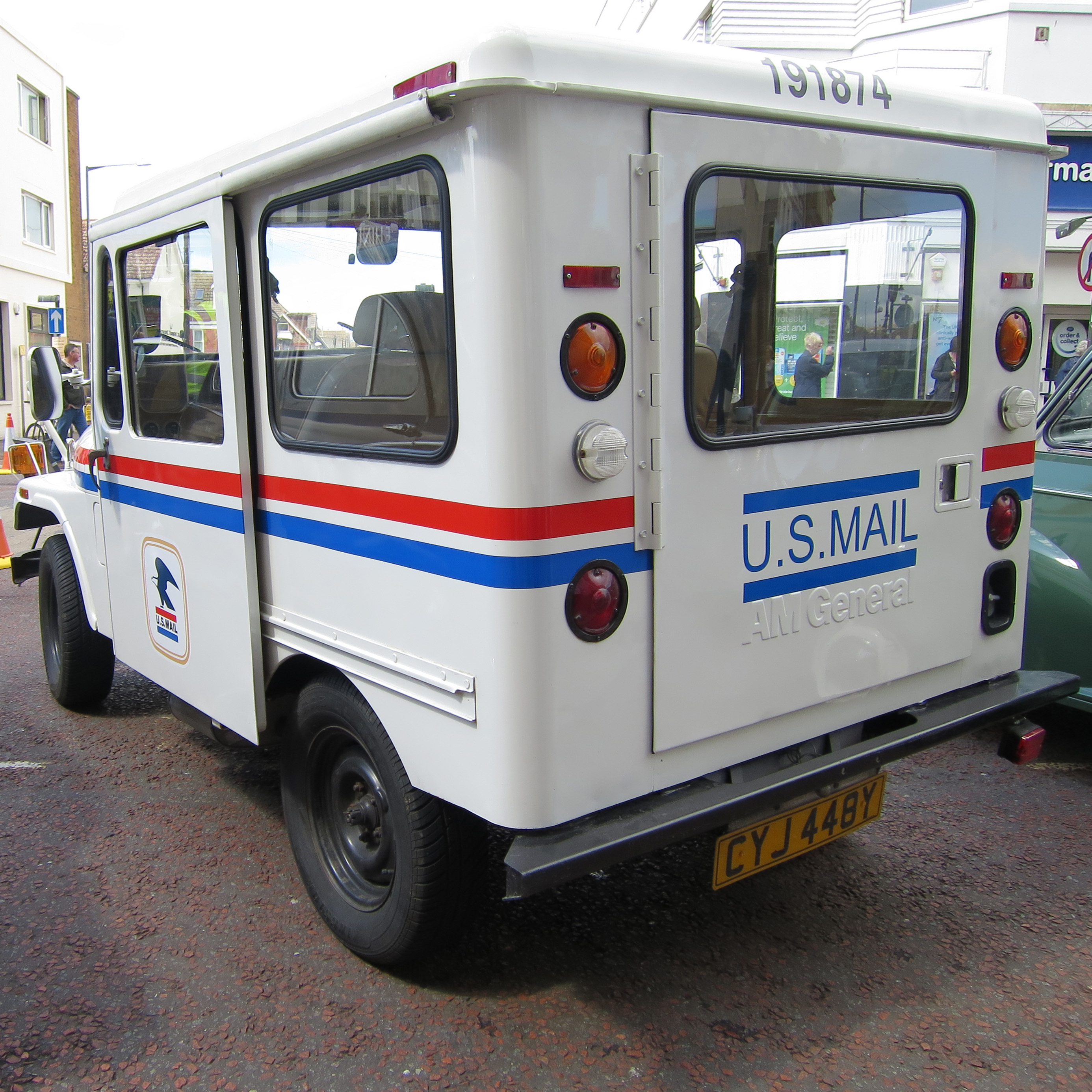
AM General DJ-5M US Mail
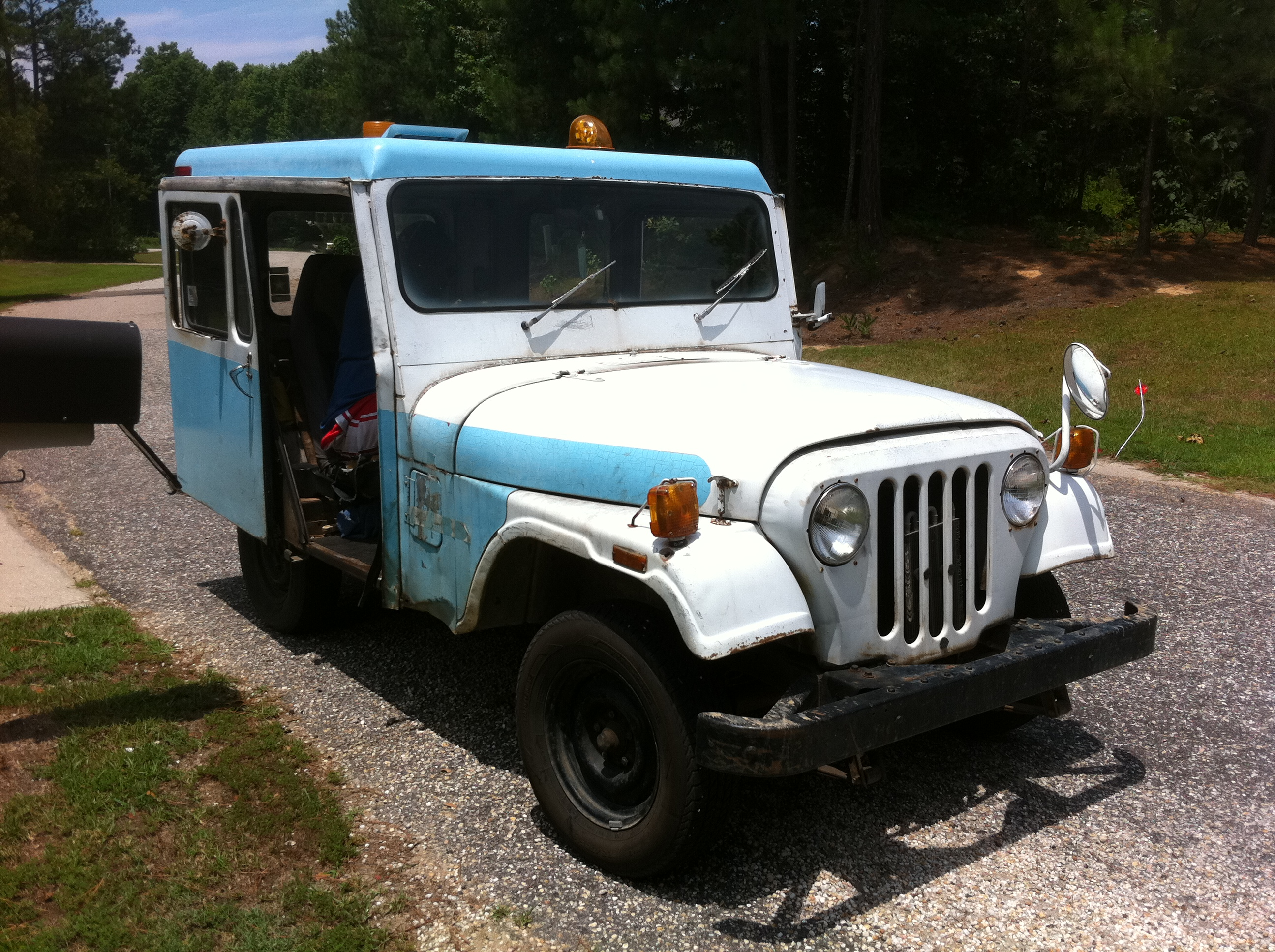
DJ-5 пізний USPS з подовженою решіткою
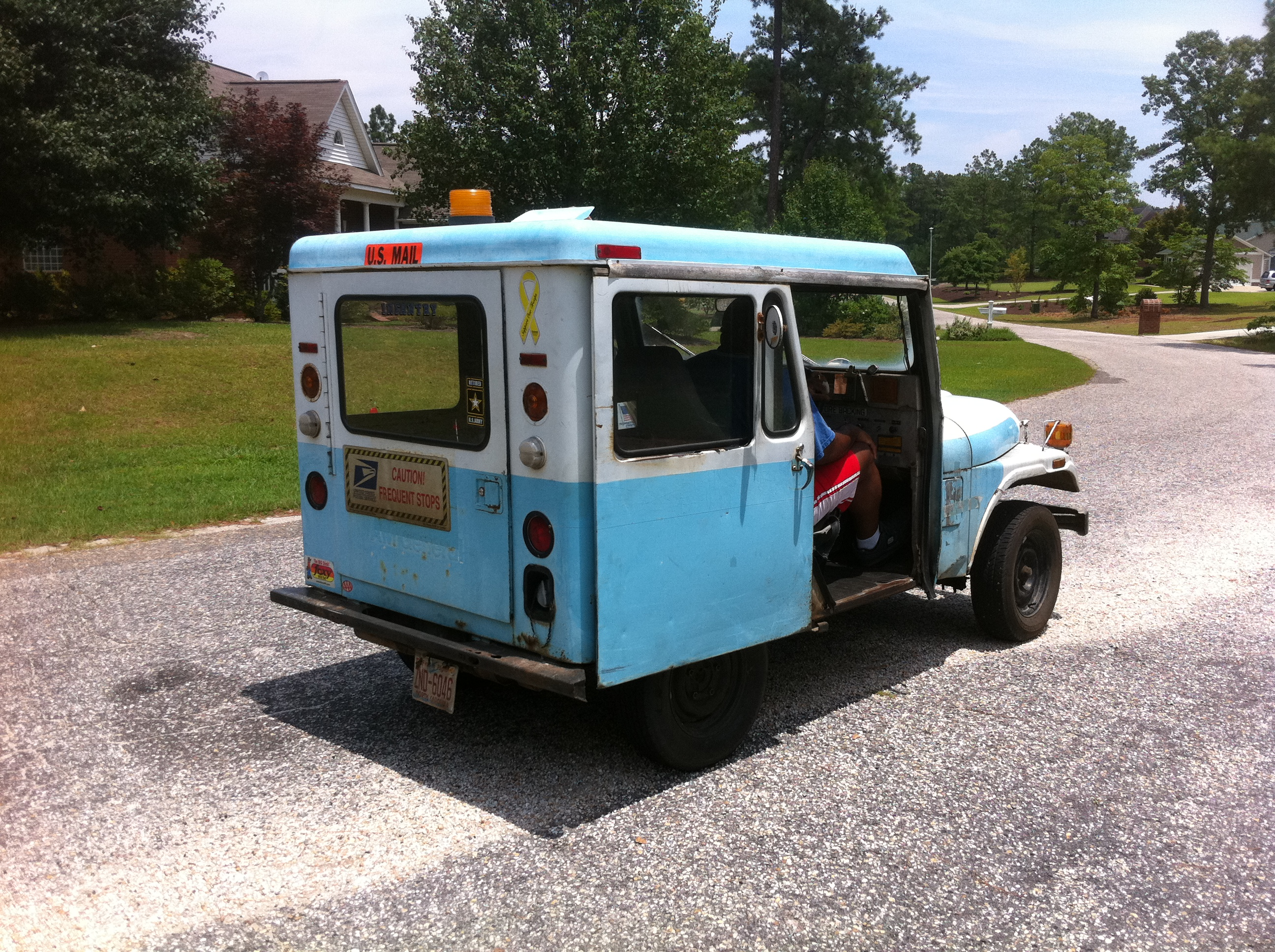
DJ-5 пізний USPS з великими поворотними задніми дверима

| Модель | Роки    | Виробник                                    | Кількість | Двигун                                                      | Трансмісія                                                  |
| ------ | ------- | ------------------------------------------- | --------- | ----------------------------------------------------------- | ----------------------------------------------------------- |
| DJ-5A  | 1968–70 | Kaiser Jeep                                 | 24,000    | Chevrolet 153, 153 дюйм3 (2,5 л)                            | Powerglide 2-sp AT                                          |
| DJ-5B  | 1970–72 | American Motors (1970) & AM General (1971+) | 16,000    | AMC I6, 232 дюйм3 (3,8 л)                                   | BorgWarner T-35, 3-sp AT                                    |
| DJ-5C  | 1973–74 | American Motors (1970) & AM General (1971+) | 21,000    | AMC I6, 232 дюйм3 (3,8 л)                                   | BorgWarner T-35 or M-11, 3-sp AT                            |
| DJ-5D  | 1975–76 | American Motors (1970) & AM General (1971+) | 13,000    | AMC I6, 232 дюйм3 (3,8 л)                                   | TorqueFlite A727, 3-sp AT                                   |
| DJ-5E  | 1976    | American Motors (1970) & AM General (1971+) | 350       | Gould, Inc. DC traction motor and 18 kW-h lead-acid battery | Gould, Inc. DC traction motor and 18 kW-h lead-acid battery |
| DJ-5F  | 1977–78 | American Motors (1970) & AM General (1971+) | 6,000     | AMC I6, 232 або 258 дюйм3 (3,8 або 4,2 л)                   | TorqueFlite A727, 3-sp AT                                   |
| DJ-5G  | 1979    | American Motors (1970) & AM General (1971+) | 9,000     | Audi/VW EA831, 121,1 дюйм3 (2,0 л)                          | TorqueFlite A904, 3-sp AT                                   |
| DJ-5L  | 1982    | American Motors (1970) & AM General (1971+) | 18,000    | GM Iron Duke, 150,8 дюйм3 (2,5 л)                           | TorqueFlite A904, 3-sp AT                                   |
| DJ-5M  | 1983–84 | American Motors (1970) & AM General (1971+) | 30,000    | AMC I4, 150 дюйм3 (2,5 л)                                   | TorqueFlite A904, 3-sp AT                                   |

### DJ-5A
DJ-5A був представлений у 1967 році, поклавши початок системі літер, що вказує на зміни в серії. Як спочатку вироблявся Kaiser Co., DJ-5A використовував стандартну передню частину CJ і був оснащений чотирициліндровим двигуном Chevrolet 153, яким користувався тогочасний Nova, і двошвидкісною автоматичною коробкою передач Powerglide з Т-подібною ручкою перемикання передач розташованою на підлозі поруч із сидінням водія. Основний кузов був єдиним блоком, схожим на попередній Jeep, коли він був оснащений жорстким металевим корпусом для екстремальних холодів.
У кузові не було вирізів для задніх коліс, що ускладнювало заміну шин, оскільки навіть коли рама була достатньо піднята від землі, вісь не опускалася настільки, щоб шина звільнилася від кузова. DJ-5A використовував стандартні 15-дюймові шини для легкових автомобілів, без можливості перевезення запасних. У той час як передній бампер мав стандартний дизайн CJ (хоча тонший і легший, ніж оригінальний), задній бампер мав унікальний дизайн, одну штамповану частину, яка проходила по всій ширині автомобіля. На кожному кінці була гумова пробка для розсувних дверей. Паливний бак на 10 галонів знаходився під задньою частиною кузова, прямо перед бампером.

### DJ-5B

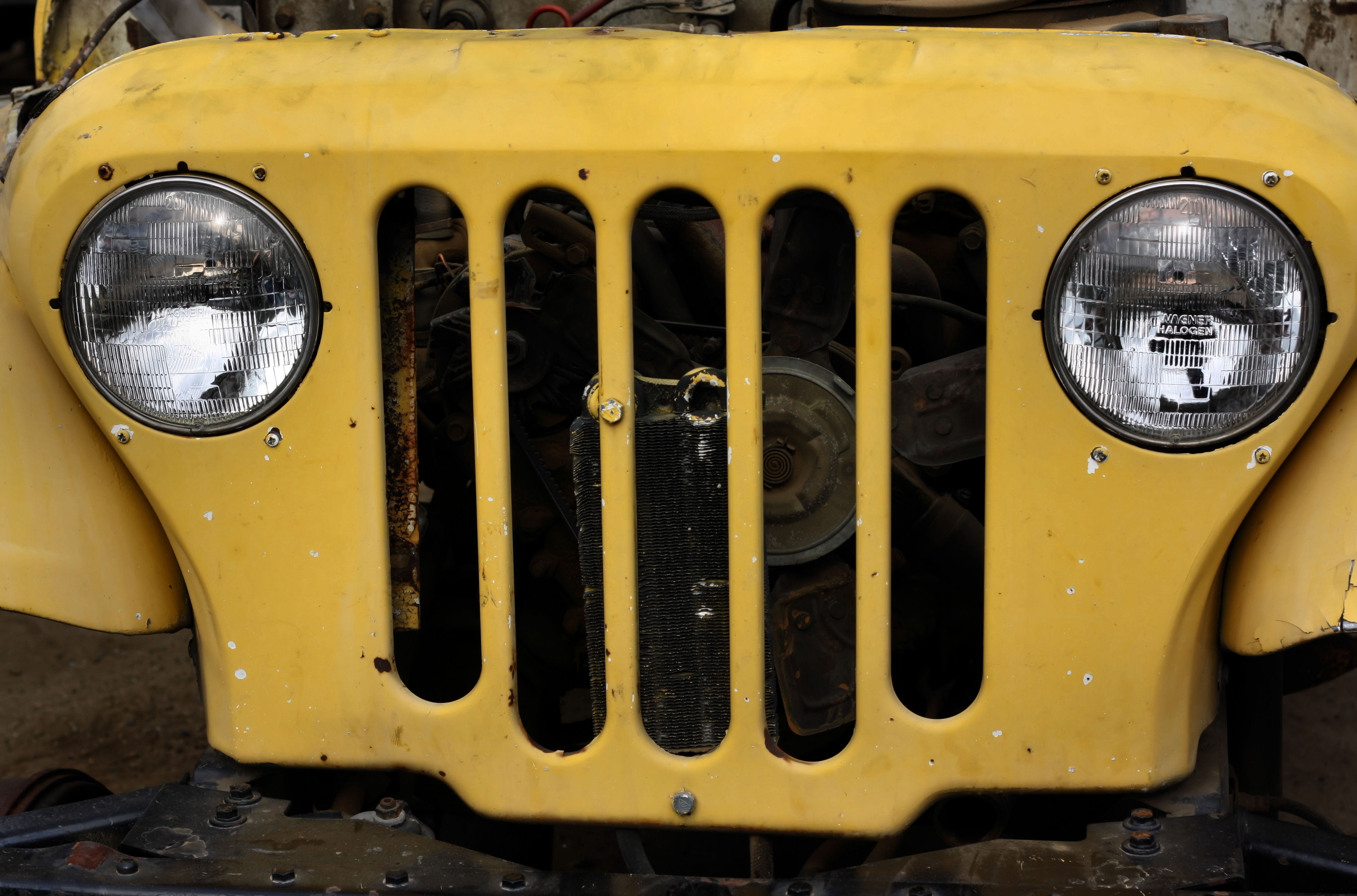
Крупним планом решітка DJ-5 з унікальним дизайном із 5 отворів

Після того як American Motors придбала Kaiser-Jeep у 1970 році, двигун AMC Straight-6 замінив Chevy 153. У 1971 році була представлена унікальна п'ятипрорізна решітка без поворотників, яка використовувалася тільки на поштових джипах. У моделі 1971 року решітка фактично простягається за передній край капота. Це дало більше місця для більшого двигуна та радіатора. Як і DJ-5A, хоч і нагадували серію CJ, вони були побудовані як повністю закриті задньопривідні автомобілі з розсувними бічними дверима (які можна було відкрити під час руху) і поворотними задніми дверима. Більшість моделей мали лише водійське сидіння та лоток для пошти на місці другого сидіння. Одним із удосконалень у порівнянні з попередніми джипами було встановлення задніх пружин за межами рейок рами, що забезпечувало більшу стабільність транспортного засобу з його закритим вантажним відсіком, особливо на швидкосному шосе. Більшість моделей також були оснащені диференціалом підвищеного тертя та потужним рульовим редуктором. Інші вдосконалення включають вентиляційний отвір у даху та вирізи навколо задніх шин.

### DJ-5E Electruck

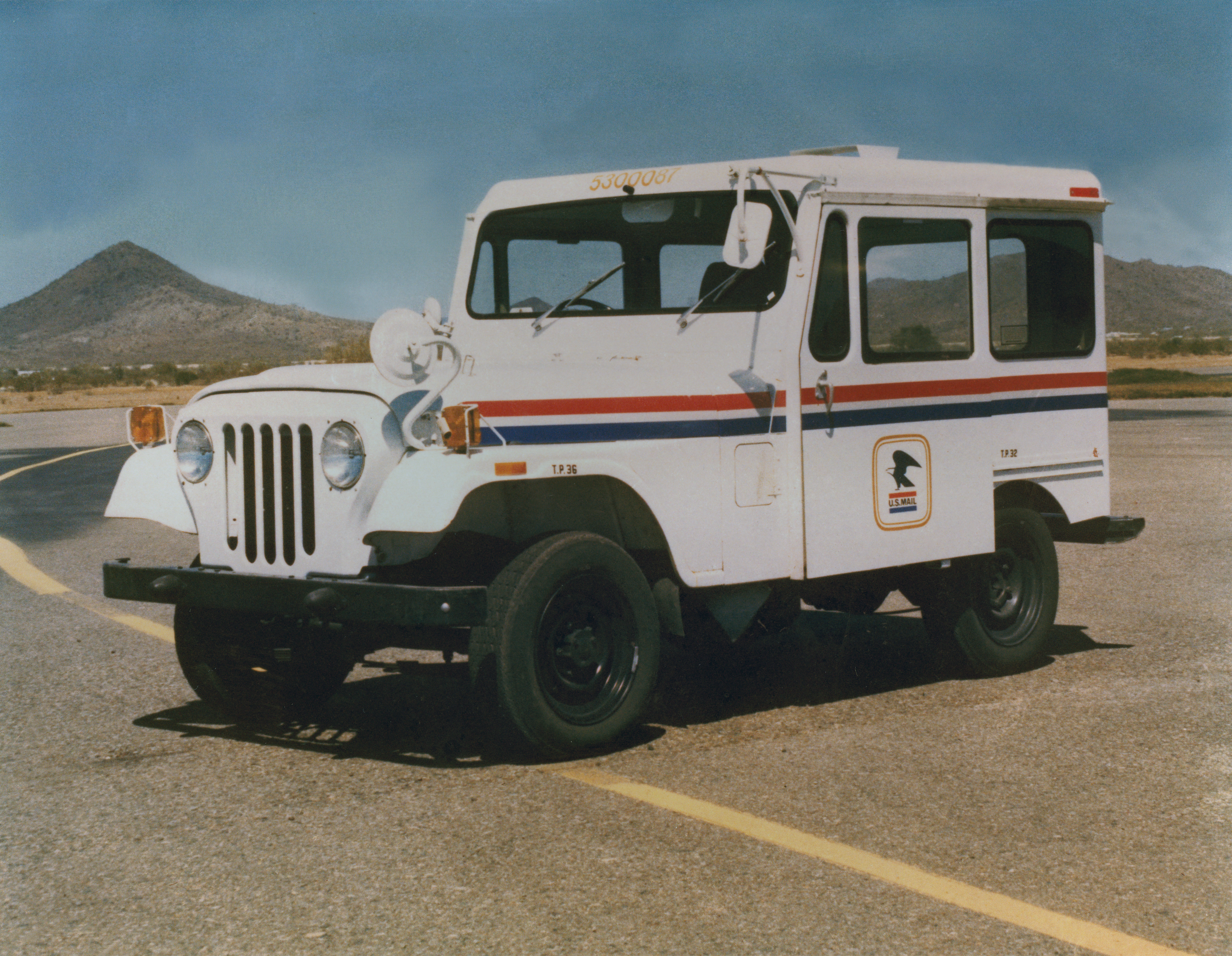
DJ-5E Electruck у лівреї USPS у дослідницькому центрі Гленна NASA

Компанія American Motors експериментувала з електромобілями і, починаючи з 1974 року, масово виробляла DJ-5E, задньопривідний електрофургон, також відомий як Electruck.
Подібний за зовнішнім виглядом і більшістю своїх розмірів, DJ-5E живився від комплекту з двох 27-вольтових свинцево-кислотних батарей з 54-вольтовим 30 гальм. к. с. (22 кВт; 30 PS) комбінованим двигуном постійного струму з електронним регулюванням, що вироблявся Gould Electronics. Поштова служба США придбала 352 автомобілів для використання в містах із серйозним забрудненням повітря. Electruck міг рухатися зі швидкістю 33 миля/год (53 км/год) з дальністю 29 миля (47 км), при цьому 20 % заряду акумулятора все ще залишається в резерві.

## Кількість вироблених моделей
- DJ-3A (1955–65): 134 дюйм3 (2,2 л) Willys Go Devil straight-4 L-head engine, three-speed manual
- DJ-5 (1965–67): 134 дюйм3 (2,2 л) Willys Hurricane straight-4 F-head engine, three-speed manual
- DJ-5A (1968–70): 153 дюйм3 (2,5 л) Chevy Nova straight-4, two-speed Powerglide automatic
- DJ-5B (1970–72): 232 дюйм3 (3,8 л) AMC Straight-6 engine, BorgWarner T-35 three-speed automatic
- DJ-5C (1973–74): 232 дюйм3 (3,8 л) AMC Straight-6 engine, T-35 or M-11 automatic
- DJ-5D (1975–76): 232 дюйм3 (3,8 л) AMC Straight-6 engine, 727 TorqueFlite automatic
- DJ-5E (1976): Electruck Electric
- DJ-5F (1977–78): 232 дюйм3 (3,8 л) or 258 дюйм3 (4,2 л) AMC Straight-6 engine, 727 TorqueFlite automatic
- DJ-5G (1979): AMC (Audi) 121 дюйм3 (2,0 л) straight-4, 904 TorqueFlite automatic or 232 дюйм3 (3,8 л) or 258 дюйм3 (4,2 л) AMC Straight-6 engine, 727 TorqueFlite automatic
- DJ-5L (1982): GM Iron Duke engine 151 дюйм3 (2,5 л) straight-4, Chrysler 904 transmission
- DJ-5M (1983–84): 150 дюйм3 (2,5 л) AMC straight-4 engine, Chrysler 904 transmission